# Оффенберг, Иван Петрович
Барон Иван Петрович фон Оффенберг (1791—1870) — генерал от кавалерии, член Военного совета, теоретик и практик военно-кавалерийского дела.

## Биография
Родился 13 мая 1791 года, был младшим сыном барона Петра Георга фон Оффенберга от брака с баронессой Юлией Корф. Старший брат — Фёдор (1789—1856) был членом генерал-аудиториата. Иван Петрович, получив домашнее образование, в 1807 году вступил в военную службу и был зачислен юнкером в Псковской драгунский полк.
В 1809 году произведён в прапорщики, в 1811 году был переведён в Сибирский уланский полк, в котором, командуя эскадроном, принял деятельное участие в Отечественной войне 1812 года, причём за храбрость и распорядительность, выказанные в сражениях под Смоленском, был награждён орденом св. Анны 4-й степени, под Бородиным — орденом св. Владимира 4-й степени с бантом, за дело под Можайском и Тарутином — произведён в штабс-ротмистры и, наконец, за Вязьму — в ротмистры. В Бородинском сражении он дважды был ранен, но оставался в строю; под Красным атаковал с своим эскадроном французскую пехоту и взял два орудия;
Во время похода русских войск за границу он участвовал во многих делах. Под Лейпцигом в неоднократных атаках французской кавалерии под ним были убиты две лошади и сам он был ранен, но остался в седле до конца битвы; за это сражение Оффенберг был награждён орденом Святой Анны 2-й степени, а в следующем году за отличие под Гамбургом получил золотую саблю с надписью «За храбрость».
По возвращении русских войск из-за границы Оффенберг был переведён 1 марта 1815 года в лейб-гвардии Конно-егерский полк, а через год был назначен адъютантом к генерал-майору А. Х. Бенкендорфу с переводом в лейб-гвардии Гусарский полк.
Масон, посвящён в 1816 году в петербургской ложе «Пламенеющая звезда».
Произведённый 24 апреля 1819 года в полковники, он 29 января 1823 года был назначен командиром Ямбургского уланского полка, которым и командовал до 25 марта 1828 года, когда был произведён в генерал-майоры и назначен состоять при начальнике 1-й уланской дивизии.
Назначенный 2 августа 1830 года командиром 2-й бригады этой же дивизии, он в следующем году принял с ней участие в подавлении Польского восстания. Командуя авангардом корпуса графа К. А. Крейца, Оффенберг разбил отряд Дембинского под Вильной, преследовал Гелгуда до Пруссии и за доблестное участие в штурме Варшавы был награждён золотой саблей с алмазными украшениями и с надписью «За храбрость».
Назначенный 20 марта 1832 года командиром лейб-гвардии Конно-егерского полка, он вскоре был определён командиром 1-й бригады 2-й лёгкой кавалерийской дивизии, с оставлением командиром полка; 18 апреля 1835 года произведённый в генерал-майоры, был утвержден в должности начальника 3-й драгунской кавалерийской дивизии, которой и командовал более пятнадцати лет; в 1837 году произведён в генерал-лейтенанты.
Приняв участие в Венгерском походе 1849 года, Оффенберг, командуя авангардом корпуса графа Ф. В. Ридигера, особенно отличился в делах 3 июля при селе Дука и 5 июля под Вайценом, за что и был награждён орденом св. Александра Невского. сражался под Вайценом и Дебречином.
Вскоре после возвращения из Венгерского похода Оффенберг был назначен командующим 2-м резервным кавалерийским корпусом, а 6 декабря 1851 года был произведён в генералы от кавалерии и утвержден корпусным командиром, а 31 декабря был назначен членом Военного Совета.
Назначенный 8 ноября 1856 года командиром только что сформированного отдельного резервного кавалерийского корпуса барон Оффенберг командовал этим корпусом до самого его упразднения. 26 сентября 1859 года был награждён орденом Святого Владимира 1-й степени с мечами. 24 августа 1860 года был удостоен звания генерала, состоящего при Особе Его Величества. 17 августа 1861 года был назначен шефом Литовского Уланского эрцгерцога австрийского Альберта полка, а 13 ноября — вторым шефом Мариупольского гусарского принца Фридриха Гессен-Кассельского полка.
Сформирование отдельного резервного кавалерийского корпуса вызвано было желанием установить однообразные правила в строевом, административном, хозяйственном и дисциплинарном отношениях для всех частей армейской кавалерии.
На этом посту Оффенберг оставался шесть лет и проявил себя выдающимся администратором, военным педагогом и образцовым кавалерийским начальником. Он смотрел на конницу, с одной стороны, как «на страшный молот, способный сносить с лица земли всякий род войск, чем бы он вооружен ни был, а с другой — как на глаза, уши и руки армии, без которых она полумертвец». По его мнению, «хорошая конница может действовать при всяких условиях, лишь бы начальники-то её умели и хотели». Требуя от кавалерийского офицера знания военной истории, он говорил: «Она возбуждает интерес, охоту, мысль и воображение… Ну, какой может быть кавалерист, а особенно — партизан, без мысли, воображения, фантазии. Конница есть оружие духа, а духа не может быть без традиций».
Одной из первых традиций он считал гордость мундиром своей части. «Полкам кавалерийским, — говорил он, — нужны резкие отличия в обмундировании для боя, для сбора après une mêlée, и красивые мундиры, чтобы каждый офицер и солдат любили их, привязывались к ним».
В манежной езде Оффенберг видел «не цель, а средство, школу, без которых офицер не мог ни научиться лихо и бесстрашно ездить, ни понять тайн выездки лошади, ни узнать, наконец, как учить езде солдата». На выездку лошади смотрел так же, как на гимнастику по отношению к человеку. «Та и другая служат к укреплению сил».
Мысли, указания и советы Оффенберга по этому вопросу изложены в его приказе по корпусу от 20 мая 1862 года, № 51, и целиком вошли в «Наставление для выездки ремонтной лошади», изданном 1870 г.
Оффенберг первый ввёл в русской армии ежегодные призовые офицерские скачки (впоследствии подобная практика была им распространена и на нижние чины), привёл в действие забытый закон об уступке кавалерийским офицерам строевых лошадей, исходатайствовал всем офицерам отпуск фуражных денег и образовал офицерский ремонтный капитал.
Чрезвычайно заботясь об укомплектовании кавалерии подготовленными для службы в ней офицерами, он ввел впервые полевые поездки их, требовал от них умения производить военно-глазомерную съёмку, хорошо понимать и читать карту, учредил в 1858 году в Елисаветграде офицерское кавалерийское училище, выработал подробную «Инструкцию для ведения занятий в кавалерии» и «Наставление для резервных эскадронов», в котором обстоятельно указывалось, как обучать рекрут и как выезжать ремонтных лошадей.
В отношении нижних чинов он внушал подчиненным, что «между дисциплиной и варварством, между обучением и зуботычиной нет ничего общего» и был беспощадно строг к виновным в нарушении этого правила. Так же горячо и сердечно заботился он о материальных интересах солдата, введя строгую отчетность и безжалостно карая нарушителей их.
По упразднении в 1865 году сводного кавалерийского корпуса, Оффенберг был назначен, 12 декабря 1862 года, инспектором кавалерии, с оставлением членом Военного совета.
Среди прочих наград Оффенберг имел орден св. Георгия 4-й степени, пожалованный ему 21 декабря 1832 года за беспорочную выслугу (№ 4674 по списку Григоровича — Степанова).
Иван Петрович Оффенберг умер 18 февраля 1870 года в Митаве, похоронен там же на Литераторском кладбище, могила не сохранилась.

## Награды
Российские:
- Орден Святой Анны 4-й степени (1812)
- Орден Святого Владимира 4-й степени с бантом (1812)
- Орден Святого Владимира 3-й степени (1827)
- Орден Святого Станислава 2-й степени со звездой (1830, царство Польское)
- Орден Святой Анны 1-й степени (1832; императорская корона к ордену в 1833)
- Знак отличия «За военное достоинство» 2-й степени (1832)
- Орден Святого Георгия 4-й степени за 25 лет беспорочной службы (21.12.1832)
- Орден Святого Владимира 2-й степени (1840)
- Знак отличия беспорочной службы за XXV лет (1840)
- Орден Белого орла (1845)
- Знак отличия беспорочной службы за XXX лет (1846)
- Орден Святого Александра Невского (1848; бриллианты к ордену в 1851)
- Орден Святого Владимира 1-й степени с мечами над орденом (1859)
- Знак отличия беспорочной службы за XXXV лет (1851)
- Знак отличия беспорочной службы за XLV лет (1859)
- Знак отличия беспорочной службы за L лет (1863)
- Золотая сабля с надписью «За храбрость» (05.02.1814)
- Золотая сабля с надписью «За храбрость» с алмазами (27.10.1831)

Иностранная:
- Австрийский Орден Железной короны 1-й степени (1850)

## Семья
Оффенберг был женат на Екатерине Фёдоровне, урождённой Репнинской (1804—1852).
Дети:
- Екатерина (1834—1850).
- Пётр (1835—1915) — флигель-адъютант, генерал-майор.
- Фёдор (1839—1872) — полковник.
- Юлия (1840—1852).